# Соменков, Виктор Александрович
Виктор Александрович Соменко́в (23.02.1937, Таганрог — 01.02.2018, Москва) — российский физик, доктор физико-математических наук, профессор, лауреат Государственной премии СССР (1986).
Родился 23 февраля 1937 года.
Окончил физико-химический факультет МИСиС.
С 1960 г. работал в ИАЭ имени И. В. Курчатова (Российский научный центр «Курчатовский институт») и его Институте сверхпроводимости и физики твердого тела: научный сотрудник, начальник лаборатории, начальник отдела нейтронных исследований конденсированных сред, последняя должность — ведущий научный сотрудник.
Докторская диссертация:
- Структура и фазовые превращения гидридов переходных металлов : диссертация … доктора физико-математических наук : 01.04.07. — Москва, 1979. — 307 с. : ил.

Доктор физико-математических наук (1980), профессор (1985).
Книги:
- Фазовые превращения водорода в металлах [Текст] : (Обзор). — Москва : ИАЭ, 1978. — 81 с. : ил.; 29 см.
- Термодинамические и гистерезисные характеристики гидридов для тепловых насосов / В. А. Соменков, С. Ш. Шильштейн. — М., 1998. — 21, [10] с. : ил.; 22 см. — (Российский научный центр «Курчатовский институт» ИАЭ-6100/14).

Некоторые статьи:
- Нормальные и «аномальные» изотопные сдвиги фононных частот в моно- и полиизотопных кристаллах германия. В. П. Глазков, А. С. Иванов, И. Кулда, В. И. Ожогин, В. А. Соменков. Письма в ЖЭТФ, 88:7 (2008), 531—533
- Ближний порядок в облученных алмазах. С. С. Агафонов, В. П. Глазков, В. А. Николаенко, В. А. Соменков. Письма в ЖЭТФ, 81:3 (2005), 154—156
- Подавление туннельных мод водорода в αα-Mn упругими напряжениями. В. Е. Антонов, В. П. Глазков, Д. П. Козленко, Б. Н. Савенко, В. А. Соменков, В. К. Федотов. Письма в ЖЭТФ, 76:5 (2002), 377—379
- Изменение магнитной структуры FeBO33 при высоких давлениях. В. П. Глазков, C. Е. Кичанов, Д. П. Козленко, Б. Н. Савенко, В. А. Соменков. Письма в ЖЭТФ, 76:4 (2002), 251—253
- Наблюдение гибридизации либронных и фононных мод в NH 44 I методом нейтронной спектроскопии при давлениях до 1010  ГПа. В. П. Глазков, Д. П. Козленко, Б. Н. Савенко, В. А. Соменков, А. С. Телепнев. Письма в ЖЭТФ, 74:8 (2001), 455—457
- Изучение упорядочения внедренных атомов в твердых растворах водорода в металлах V группы. В. А. Соменков, М. Г. Землянов, М. Е. Кост, Н. А. Черноплеков, А. А. Чертков. Докл. АН СССР, 181:1 (1968), 56-59.

Сборник стихов:
- Золотая нить [Текст] : избранные стихи (1975-2010 гг.) / Виктор Соменков. - Москва : Союзник, 2011. - 61, [2] с. : ил., портр.; 22 см.; ISBN 978-5-4397-0002-8

Лауреат Государственной премии СССР (1986, в составе коллектива) — за цикл работ «Новые методы исследования твёрдого тела на основе рассеяния нейтронов стационарных ядерных реакторов» (1961—1984).
Лауреат Государственной премии РФ (2000, в составе коллектива) - за разработку и реализацию новых методов структурной нейтронографии по времени пролёта с использованием импульсных и стационарных реакторов.
Заслуженный деятель науки РФ (1998).